# Ingeborg Carlqvist
Ingeborg Hermine Carlqvist, född 4 februari 1901 i Helsingborgs stadsförsamling, Malmöhus län, död 18 februari 1993 i Helsingborgs Maria församling, var ett svenskt affärsbiträde och politiker (s).
Carlqvist var 1951–1968  ledamot av riksdagens första kammare, där hon representerade socialdemokraterna i valkretsen Malmöhus län.
Ingeborg Carlqvist var farmor till Ingrid Carlqvist.